# Pico Boundary (Nevada)
O Pico Boundary (em inglês:  Boundary Peak) é o ponto mais alto do estado do Nevada (Estados Unidos), com altitude de 4007 m. Está localizado no condado de Esmeralda. Situa-se totalmente dentro do estado do Nevada, embora esteja a menos de 1 km da fronteira com a Califórnia. 
O Pico Montgomery (4097 m) fica já do outro lado da fronteira, já na Califórnia, e é devido a este que por vezes se considera o Pico Boundary como sub-pico do primeiro. Assim, tem uma proeminência topográfica bastante baixa (77 m).
O Pico Boundary é 25 metros mais alto que o segundo ponto mais alto do Nevada, o Pico Wheeler (3982 m).

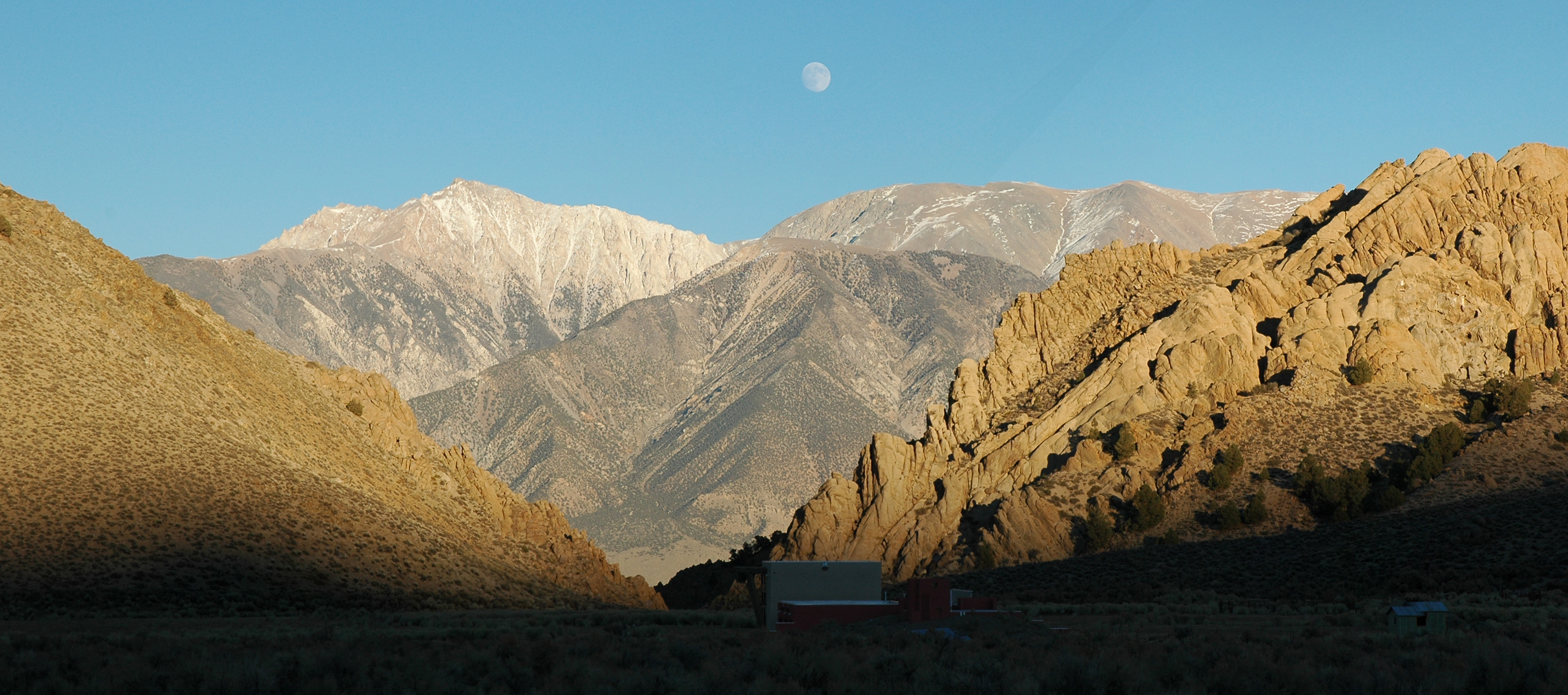
O Boundary Peak nas Montanhas White.